# باشگاه فوتبال خیرونا بی
باشگاه فوتبال خیرونا بی (انگلیسی: Girona FC B) یک باشگاه فوتبال مستقر در خیرونا،کاتالونیا، اسپانیا است که در حال حاضر در ترسرا فدراسیون، پنجمین سطح لیگ فوتبال در این کشور به فعالیت می‌پردازد.
این باشگاه به عنوان تیم ذخیره باشگاه فوتبال خیرونا عمل می‌کند و به نوعی مزرعه پرورش بازیکن باشگاه اصلی است.
مطابق با قوانین این باشگاه با باشگاه اصلی هرگز نمی‌توانند در یک سطح از مسابقات به صورت همزمان شرکت کنند.